# Partiti politici in Brasile
Il Brasile è una Repubblica Federale. È uno degli stati più grandi e popolosi al mondo. Nel 1985, con la fine della dittatura, la nascita di un sistema pluripartitico e l'introduzione di un sistema elettorale proporzionale, il Brasile assiste alla nascita un numero elevato di partiti. Di seguito sono riportati tutti i partiti attualmente presenti in Parlamento.
- Partido dos Trabalhadores - sinistra socialista/laburismo
- Movimento Democrático Brasileiro - centrista
- União Brasil -  liberal-conservatori
- Partido da Social Democracia Brasileira - centro socialdemocratico
- Partido Social Democrático - centrista, liberale
- Progressistas - Centrismo Conservatore
- Partido Trabalhista Brasileiro - conservatore
- Partido Liberal - conservatore
- Partido Socialista Brasileiro - socialdemocratico
- Partido Democrático Trabalhista - socialdemocratico
- Cidadania - centro socioliberale, socialdemocrazia
- Partido Comunista do Brasil - marxista, maoista
- Partido Verde - ecologista
- Partido Socialismo e Liberdade - sinistra socialista, anticapitalismo trotskismo
- Partido Social Cristão - centro democristiano
- Republicanos - Centrismo
- Rede Sustentabilidade - ecologista
- Partido Novo - liberale
- Solidariedade - socialdemocratico
- Patriota - conservatore
- Avante - centrista
- Podemos - centrista
- Partido Republicano da Ordem Social - centrista